# Pembroke Wanderers HC
Pembroke Wanderers HC is een Ierse hockeyclub uit Dublin. De club nam in het seizoen 2007/08 deel aan de Euro Hockey League en geldt als een van de succesvolste verenigingen uit Ierland.
Heren
- All Ireland Club Championship: 1995, 2001, 2006, 2007
- Irish Senior Cup: 1933, 1937, 1973, 2000,
- Leinster Senior League: 1935, 1936, 1942, 1947, 1951, 1964, 1965, 1994, 1995, 1997, 1998, 1999, 2001, 2004, 2005
- Leinster Senior Cup: 1938, 1941, 1944, 1945, 1946, 1947, 1949, 1950, 1973, 1975, 1976, 1977, 1998, 1999, 2000, 2001, 2003, 2006
- Railway Cup: 1940, 1941, 1942, 1959, 1970, 1974, 1979, 1980, 1981, 1985, 1988, 2001, 2004
- Leinster Indoor Cup: 2007

Dames
- Irish Senior Cup: 1931, 1937, 1947, 1948, 1949, 1950, 1952, 1965, 1967, 1970, 1973, 1975
- Leinster Senior League: 1931, 1936, 1939, 1940, 1942, 1949, 1952, 1958, 1963, 1966, 1969, 1970, 1971, 1972, 1973, 1974, 1975
- Leinster Senior Cup: 1931, 1944, 1949, 1967, 1970, 1973, 1984, 2003